# Красноармейское (Красноперекопский район)
Красноарме́йское (до 1954 года Ашхада́н, до 1940 года Мурза́-Коя́ш; укр. Красноармійське, крымскотат. Mırza Qoyaş, Мырза Къояш) — село в Красноперекопском районе Республики Крым, центр Красноармейского сельского поселения (согласно административно-территориальному делению Украины — Красноармейского сельского совета Автономной Республики Крым).

## Население
| 2001 | 2014 |
| ---- | ---- |
| 1248 | ↘765 |

Всеукраинская перепись 2001 года показала следующее распределение по носителям языка
| Язык             | Процент |
| ---------------- | ------- |
| русский          | 50.08   |
| крымскотатарский | 19.15   |
| украинский       | 18.27   |
| другие           | 0.8     |

### Динамика численности
| - 1805 год — 127 чел. - 1864 год — 16 чел. - 1892 год — 1 чел. - 1900 год — 30 чел. - 1915 год — 28/23 чел. - 1926 год — 87 чел. | - 1939 год — 335 чел. - 1989 год — 1253 чел. - 2001 год — 1248 чел. - 2009 год — 985 чел. - 2014 год — 765 чел. |

## Современное состояние
На 2017 год в Красноармейском числится 16 улиц и 2 переулка; на 2009 год, по данным сельсовета, село занимало площадь 204 гектара, на которой в 394 дворах проживало 985 человек. В селе действуют средняя общеобразовательная школа, детский сад «Росинка», дом культуры, библиотека, амбулатория общей практики — семейной медицины, православный храм преподобного Евфимия Печерского, отделение Почты России. Красноармейское связано автобусным сообщением с райцентром и соседними населёнными пунктами.

## География
Красноармейское расположена на северо-востоке района, на западном берегу Айгульского озера, высота центра села над уровнем моря — 5 м. Ближайшие сёла: Вишнёвка в 5 км на юго-запад, Смушкино в 6,5 км на запад и Надеждино в 4,5 км на север. Расстояние до райцентра — около 24 километров (по шоссе), ближайшая железнодорожная станция — Воинка (на линии Джанкой — Армянск) — примерно 19 километров. Транспортное сообщение осуществляется по региональной автодороге 35Н-296 Красноперекопск — Красноармейское (по украинской классификации — С-0-10725).

## История
Первое документальное упоминание села встречается в Камеральном Описании Крыма… 1784 года, судя по которому, в последний период Крымского ханства Мурза Кояш входил в Кырп Баул кадылык Перекопского каймаканства.
После присоединения Крыма к России (8) 19 апреля 1783 года, (8) 19 февраля 1784 года, именным указом Екатерины II сенату, на территории бывшего Крымского Ханства была образована Таврическая область и деревня была приписана к Перекопскому уезду. После Павловских реформ, с 1796 по 1802 год, входила в Перекопский уезд Новороссийской губернии. По новому административному делению, после создания 8 (20) октября 1802 года Таврической губернии, Мурза-Кояш был включён в состав Джанайской волости Перекопского уезда.
По Ведомости о всех селениях, в Перекопском уезде состоящих с показанием в которой волости сколько числом дворов и душ… от 21 октября 1805 года, в деревне Мурза Кояш числилось 23 двора и 127 жителей крымских татар. На военно-топографической карте генерал-майора Мухина 1817 года деревня Мурза кояш обозначена с 16 дворами. После реформы волостного деления 1829 года Мурзакояш, согласно «Ведомости о казённых волостях Таврической губернии 1829 года», остался в составе Джанайской волости. На карте 1836 года в деревне 10 дворов. Затем, видимо, вследствие эмиграции крымских татар в Турцию, деревня опустела и на карте 1842 года обозначены рядом 2 деревни Мурза Кояш: развалины одной и другая, обозначенная условным знаком «малая деревня», то есть, менее 5 дворов.
В 1860-х годах, после земской реформы Александра II, деревню приписали к Ишуньской волости. В «Списке населённых мест Таврической губернии по сведениям 1864 года», составленном по результатам VIII ревизии 1864 года, Мурзакояш — владельческая деревня с 4 дворами и 16 жителями. По обследованиям профессора А. Н. Козловского начала 1860-х годов, вода в колодцах деревни была пресная «в достаточном количестве», а их глубина колебалась от 2 до 4 саженей (4—8 м); также в селении имелись родники с пресной водой. Согласно «Памятной книжке Таврической губернии за 1867 год», деревня Мурзакояш была покинута жителями в 1860—1864 годах, в результате эмиграции крымских татар, особенно массовой после Крымской войны 1853—1856 годов, в Турцию и оставалась в развалинах. На трехверстовой карте Шуберта 1865—1876 года на месте деревни обозначен господский двор Мурза Кояш; в «Памятной книге Таврической губернии 1889 года» деревня также не значится.
После земской реформы 1890 года Мурзакояш отнесли к Воинской волости. Согласно «…Памятной книжке Таврической губернии на 1892 год», в деревне Мурзакаяш, составлявшей сельское общество Мурзакояш, был 1 житель без домохозяйства. По «…Памятной книжке Таврической губернии на 1900 год» на хуторе Мурза-Кояш числилось 30 жителей в 2 дворах, вскоре на хуторе поселились армяне. По Статистическому справочнику Таврической губернии. Ч.II-я. Статистический очерк, выпуск пятый Перекопский уезд, 1915 год, на хуторе Мурза-Кияш Воинской волости Перекопского уезда числилось 3 двора с русским населением в количестве 28 человек приписных жителейй и 23 «посторонних», из которых 35 мужчин и 16 женщин. Жители землёй не владели, но за селением числилось 1210 десятин удобной земли. В хозяйствах имелось 60 лошадей.
После установления в Крыму Советской власти, по постановлению Крымревкома от 8 января 1921 года № 206 «Об изменении административных границ» была упразднена волостная система, Перекопский уезд переименовали в Джанкойский, в котором был образован Ишуньский район, в состав которого включили село, а в 1922 году уезды получили название округов. 11 октября 1923 года, согласно постановлению ВЦИК, в административное деление Крымской АССР были внесены изменения, в результате которых округа были отменены, Ишуньский район упразднён и село вошло в состав Джанкойского района. Согласно Списку населённых пунктов Крымской АССР по Всесоюзной переписи 17 декабря 1926 года, в селе Мурзакояш (записан, как Мурза-Кият), Якиш-Кашкарского сельсовета Джанкойского района, числился 21 двор, из них 20 крестьянских, население составляло 87 человек, из них 58 украинцев, 19 армян, 3 белоруса, 2 русских, 2 немца, 3 записаны в графе «прочие». В том же году была организована артель Ашхадан, а в 1940 году это название получило и село. Постановлением ВЦИК от 30 октября 1930 года был восстановлен Ишуньский район и село, вместе с сельсоветом, включили в его состав. Постановлением Центрального исполнительного комитета Крымской АССР от 26 января 1938 года Ишуньский район был ликвидирован и создан Красноперекопский район с центром в поселке Армянск (по другим данным 22 февраля 1937 года). По данным всесоюзной переписи населения 1939 года в селе проживало 335 человек. На подробной карте РККА северного Крыма 1941 года в Ашхадане (он же Красноармейское) отмечено 60 дворов.

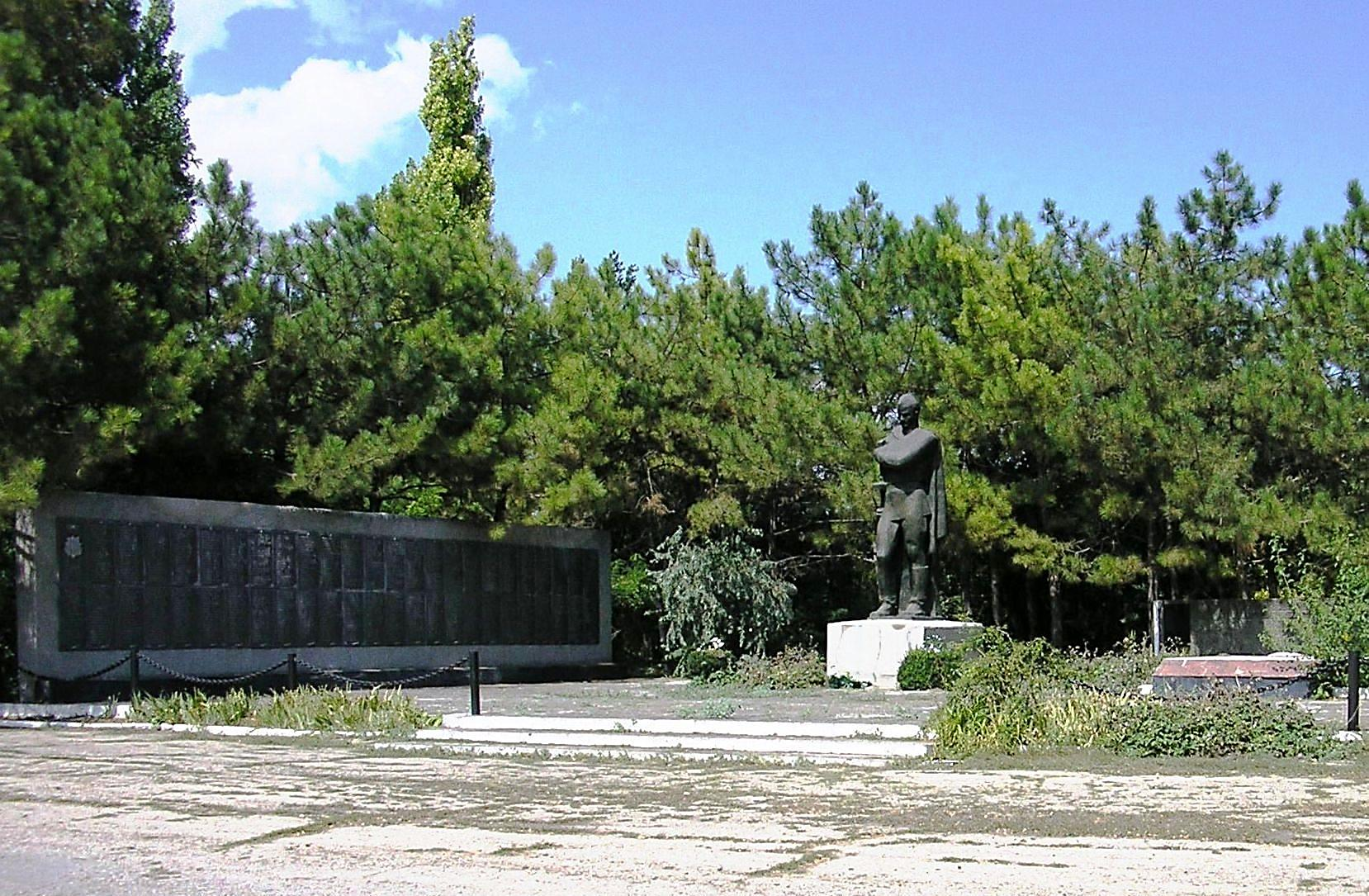
Братская могила советских воинов

В годы Великой Отечественной войны, при обороне Крыма осенью 1941 года в селе находился штаб 106-й стрелковой дивизии. В тех боях, а также при проведении Мелитопольской операции осенью 1943 года и освобождения Крыма в 1944 году, в окрестностях Ашхадана погибли около 990 воинов 33-й, 77-й, 91-й, 216-й, 257-й, 267-й, 279-й, 346-й и 417-й стрелковых дивизий, 59-го отдельного штурмового батальона 131-й и 104-й танковых бригад, 115-го артполка и 19-го танкового корпуса. Также в боях в здешних местах погибли Герои Советского Союза Аксютин Н. В., Лаврёнов А. Ф. и И. И. Зюзь, Н. Д. Фёдоров. Все павшие воины похоронены в братской могиле, на которой в 1957 году (по другим данным — в 1954 году) был установлен каменный обелиск. В 1982 году обелиск заменён современным мемориалом работы скульптора С. Н. Преснякова и а Ю. И. Белькович. Упоминающийся в числе захороненных Герой Советского Союза Н. А. Тарасов в списках героев не значится. Постановлением Совета министров Республики Крым № 627 от 20 декабря 2016 года памятник отнесён к категории объектов культурно-исторического наследия России регионального значения.
В 1944 году, после освобождения Крыма от фашистов, согласно Постановлению ГКО № 5984сс от 2 июня 1944 года, 27 июня армяне были выселены из Крыма. В 1945 году колхоз переименован в «День победы». С 25 июня 1946 года Ашхадан в составе Крымской области РСФСР, а 26 апреля 1954 года Крымская область была передана из состава РСФСР в состав УССР. В том же, 1954 году, Ашхадан переименовали в Красноармейское. Время включения в Вишнёвский сельсовет пока не установлено: на 15 июня 1960 года село уже числилось в его составе, как и на 1968 год. По данным книги «Города и села Украины. Автономная Республика Крым. Город Севастополь. Историко-краеведческие очерки.» с 1977 году село стало центром сельсовета, но в справочнике «Крымская область. Административно-территориальное деление на 1 января 1977 года» Красноармейское записано ещё в Вишнёвском, точное время создания сельсовета пока не определено. По данным переписи 1989 года в селе проживало 1253 человека. С 12 февраля 1991 года село в восстановленной Крымской АССР, 26 февраля 1992 года переименованной в Автономную Республику Крым. С 18 марта 2014 года — аннексировано Россией.
12 мая 2016 года парламент Украины, не признающий российскую аннексию, принял постановление о переименовании села в Мирза-Кояш (укр. Мирза-Кояш), в соответствии с законами о декоммунизации, однако данное решение не вступает в силу до «возвращения Крыма под общую юрисдикцию Украины».